# 窪田忠親
窪田 忠親（くぼた ただちか）は、江戸時代初期の武将。八王子千人同心9人の千人頭の一家として徳川家旗本。書籍によっては「久保田」とも称される。三枝流窪田氏。

## 略歴
父の跡を継ぎ八王子千人同心9人の千人頭の一家当主となる。

## その他
八王子千人同心千人頭には窪田家が2家あり、井上流窪田氏と三枝流窪田氏がある。両家とも明治まで存続した。徳川家旗本にも窪田が多数確認される。